# RuPaul's Drag Race: UK vs The World
RuPaul's Drag Race: UK vs The World est une émission de télé-réalité de compétition britannique dérivée de RuPaul's Drag Race UK, créée en 2022 par Fenton Bailey, Randy Barbato et RuPaul, et produite par World of Wonder pour BBC Three et WOW Presents Plus.
L'émission est un concours de drag queens au cours duquel d'anciennes candidates de Drag Race s'affrontent pour une place dans le Drag Race Hall of Fame. RuPaul y joue le rôle de présentatrice, de mentor et de juge principale. Chaque semaine, les candidates sont soumises à différents défis et sont évaluées par un groupe de juges, dont font partie RuPaul, Michelle Visage, l'un des deux juges tournants (Alan Carr et Graham Norton), et un ou plusieurs invités spéciaux, qui critique leur performance et leur progression.

## Format
Le format de RuPaul's Drag Race: UK vs The World est en majorité similaire à celui de RuPaul's Drag Race UK : chaque épisode est composé d'un maxi défi et d'un défilé, déterminant les candidates en danger d'élimination, et d'un lip-sync, déterminant la candidate éliminée. Toutefois, chaque saison est composée d'anciennes candidates et le format de la compétition est altéré : les candidates ont la possibilité de s'éliminer entre elles. Ce nouveau format introduit le lip-sync for your legacy (« playback pour son héritage ») entre les deux meilleures candidates d'un épisode ; la gagnante reçoit le pouvoir d'éliminer l'une des candidates en danger d'élimination.

## Jury
| Juge            | Saison     | Saison     |
| Juge            | 1          | 2          |
| --------------- | ---------- | ---------- |
| RuPaul          | Principale | Principale |
| Michelle Visage | Principale | Principale |
| Alan Carr       | Principal  | Principal  |
| Graham Norton   | Principal  | Principal  |

## Résumé des saisons
| Saison | Date de diffusion  | Date de diffusion  | Chaîne    | Gagnante      | Seconde(s)   | Miss Sympathie             | Récompenses                              |
| Saison | Première diffusion | Dernière diffusion | Chaîne    | Gagnante      | Seconde(s)   | Miss Sympathie             | Récompenses                              |
| ------ | ------------------ | ------------------ | --------- | ------------- | ------------ | -------------------------- | ---------------------------------------- |
| 1      | 1er février 2022   | 8 mars 2022        | BBC Three | Blu Hydrangea | Mo Heart     | —                          | - Une collaboration musicale avec RuPaul |
| 2      | 9 février 2024     | 29 mars 2024       | BBC Three | Tia Kofi      | Hannah Conda | Arantxa Castilla-La Mancha | - 50 000 livres sterling                 |

### Nations participantes
| Saison | Franchise                | Franchise              | Franchise                                               | Franchise              | Franchise         | Franchise         | Franchise        | Franchise            | Franchise              | Franchise            | Franchise           | Franchise          | Franchise            | Franchise               | Franchise              | Franchise           | Franchise               |
| Saison | Drapeau d'Afrique du Sud | Drapeau de l'Allemagne | Drapeau de l'Australie · Drapeau de la Nouvelle-Zélande | Drapeau de la Belgique | Drapeau du Brésil | Drapeau du Canada | Drapeau du Chili | Drapeau de l'Espagne | Drapeau des États-Unis | Drapeau de la France | Drapeau de l'Italie | Drapeau du Mexique | Drapeau des Pays-Bas | Drapeau des Philippines | Drapeau du Royaume-Uni | Drapeau de la Suède | Drapeau de la Thaïlande |
| ------ | ------------------------ | ---------------------- | ------------------------------------------------------- | ---------------------- | ----------------- | ----------------- | ---------------- | -------------------- | ---------------------- | -------------------- | ------------------- | ------------------ | -------------------- | ----------------------- | ---------------------- | ------------------- | ----------------------- |
| 1      | ✗                        | ✗                      |                                                         | ✗                      | ✗                 | ✓                 |                  |                      | ✓                      | ✗                    |                     | ✗                  | ✓                    |                         | ✓                      | ✗                   | ✓                       |
| 2      | ✗                        |                        | ✓                                                       |                        |                   |                   |                  | ✓                    | ✓                      | ✓                    |                     |                    | ✓                    | ✓                       | ✓                      |                     |                         |

 La franchise a participé et remporté la saison.
 La franchise a participé à la saison.
 La franchise n'avait pas été encore développée lors du tournage de la saison.

### Saisons 1 et 2(depuis 2022)

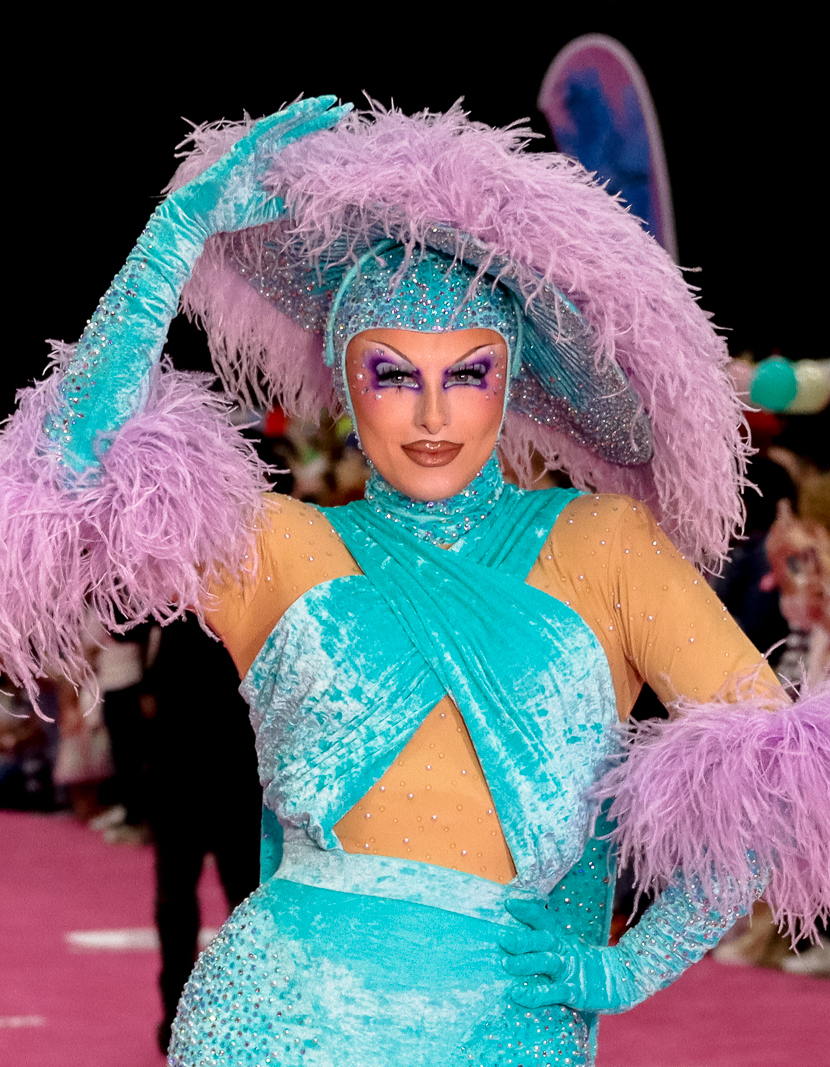
Blu Hydrangea (RuPaul's Drag Race UK), gagnante de la première saison.
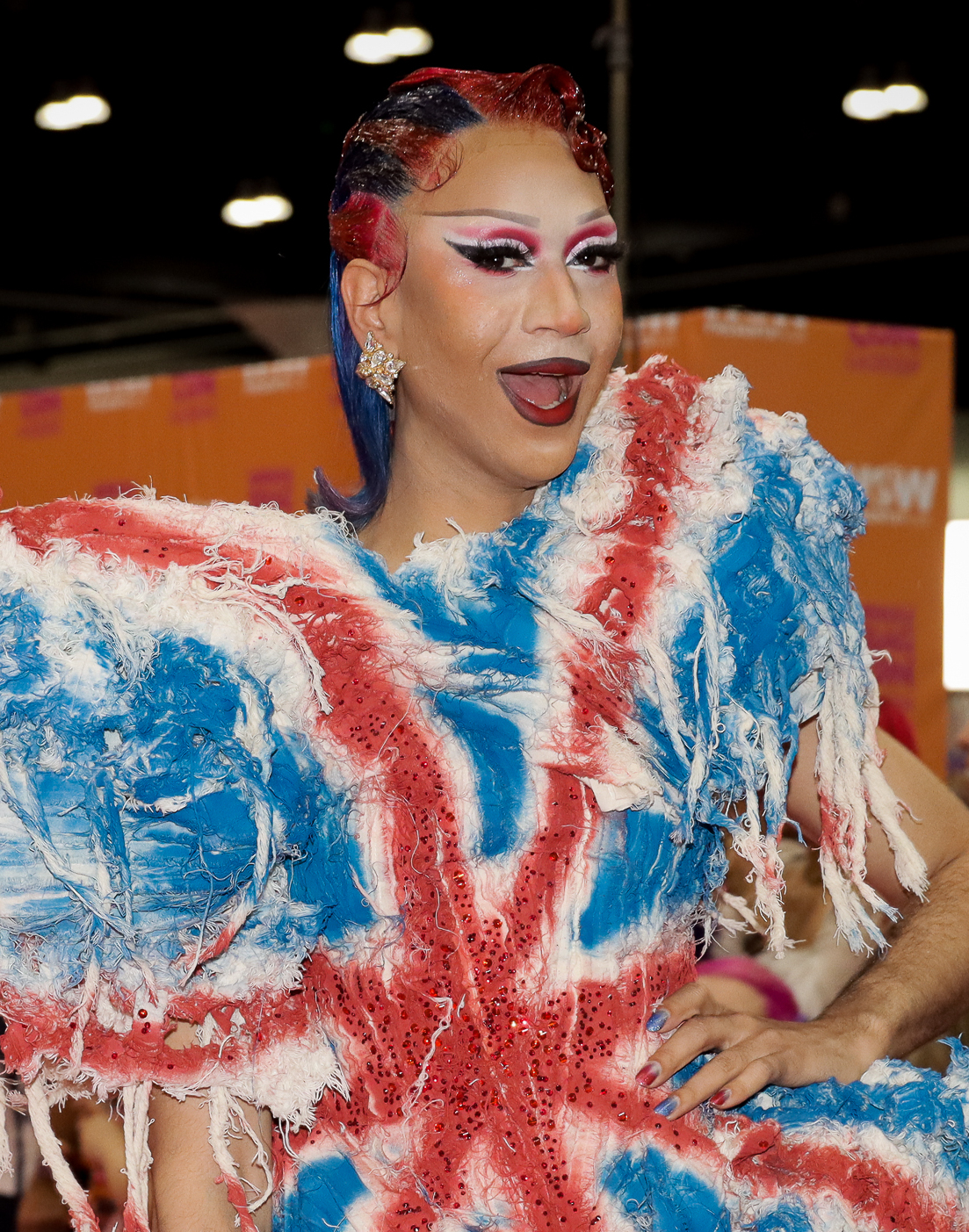
Tia Kofi (RuPaul's Drag Race UK), gagnante de la deuxième saison.

La première saison de RuPaul's Drag Race: UK vs The World est diffusée pour la première fois du 1er février 2022 au 8 mars 2022 sur BBC Three. Le casting est composé de neuf candidates venant de Canada's Drag Race, Drag Race Holland, Drag Race Thailand, RuPaul's Drag Race et RuPaul's Drag Race UK. La gagnante de la saison est Blu Hydrangea, avec Mo Heart comme seconde.
La deuxième saison de RuPaul's Drag Race: UK vs The World est diffusée pour la première fois du 9 février 2024 au 29 mars 2024 sur BBC Three. Le casting est composé de onze candidates venant de Drag Race Down Under, Drag Race España, Drag Race France, Drag Race Holland, Drag Race Philippines, RuPaul's Drag Race et RuPaul's Drag Race UK. La récompense est fixée à 50 000 livres sterling. La gagnante de la saison est Tia Kofi, avec Hannah Conda comme seconde.